# Route 2 (Nouveau-Brunswick)
Pour les articles homonymes, voir Route 2.
La route 2 est une autoroute du Nouveau-Brunswick faisant partie de la route transcanadienne. Il s'agit de la plus importante route de la province, car elle est le principal lien routier entre le centre du Canada et les provinces de l'Atlantique. Avec ses 518 km (322 mi) de long, elle est également la plus longue route du Nouveau-Brunswick. Elle traverse la province diagonalement d'une extrémité à l'autre en débutant au nord-ouest et en se terminant au sud-est. Son tracé débute à 15 km (9 mi) au nord d'Edmundston à la frontière du Québec et se termine entre Aulac et Amherst à la rivière Mésagouèche, à la frontière néo-écossaise. Elle contourne deux des trois principales villes de la province, Fredericton et Moncton.

## Description du tracé

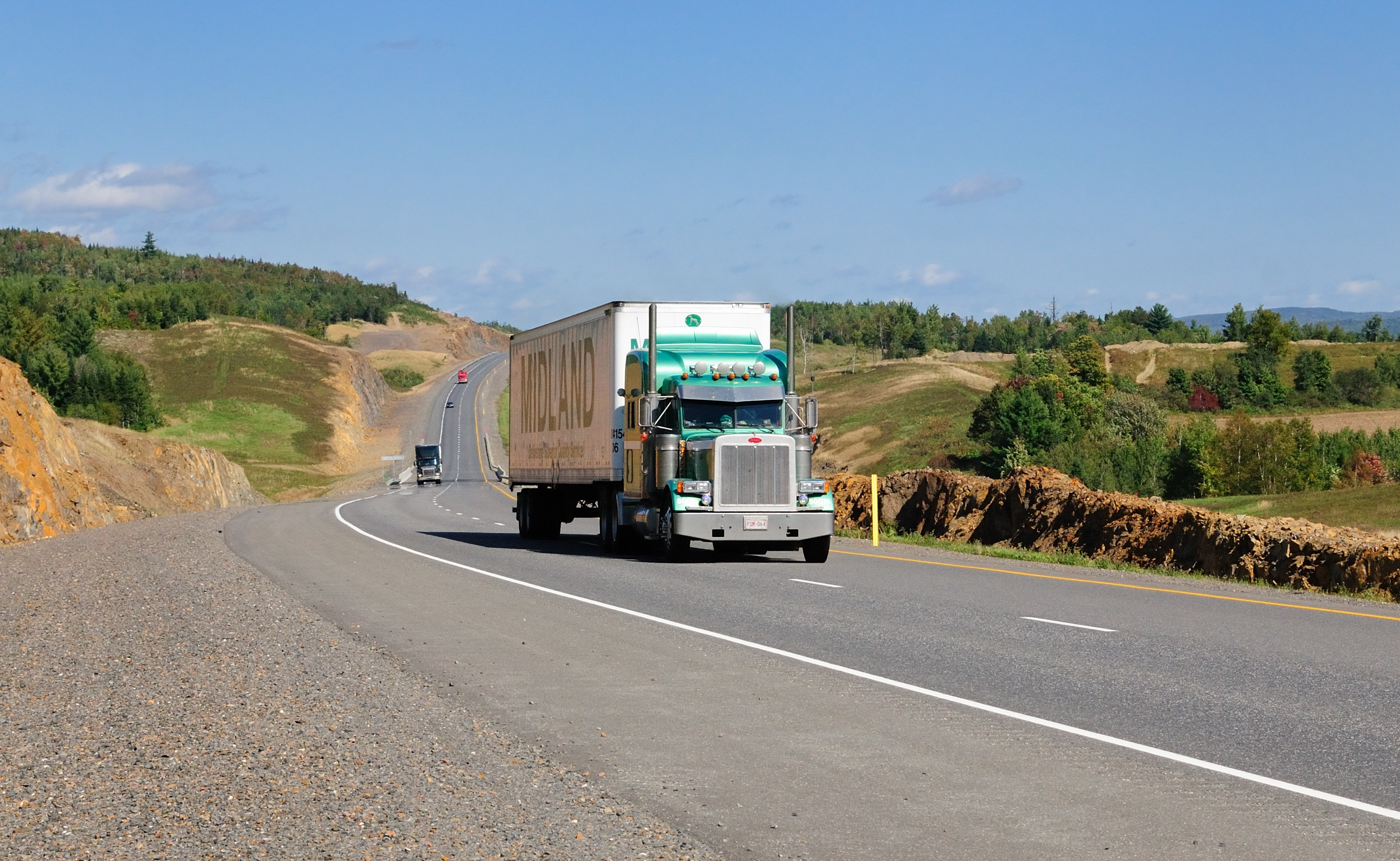
La route transcanadienne dans le comté d'York.

La route 2 débute dans le nord-ouest de la province, à 15 km (9 mi) au nord d'Edmundston, à la frontière avec le Québec où elle se connecte à l'Autoroute 85. Elle se dirige alors vers le sud à travers la vallée de la rivière Madawaska. La route 2 rejoint ensuite la vallée du fleuve Saint-Jean à Edmundston. De là, elle longe la rive est du fleuve Saint-Jean en direction de Saint-Léonard et de Grand-Sault.

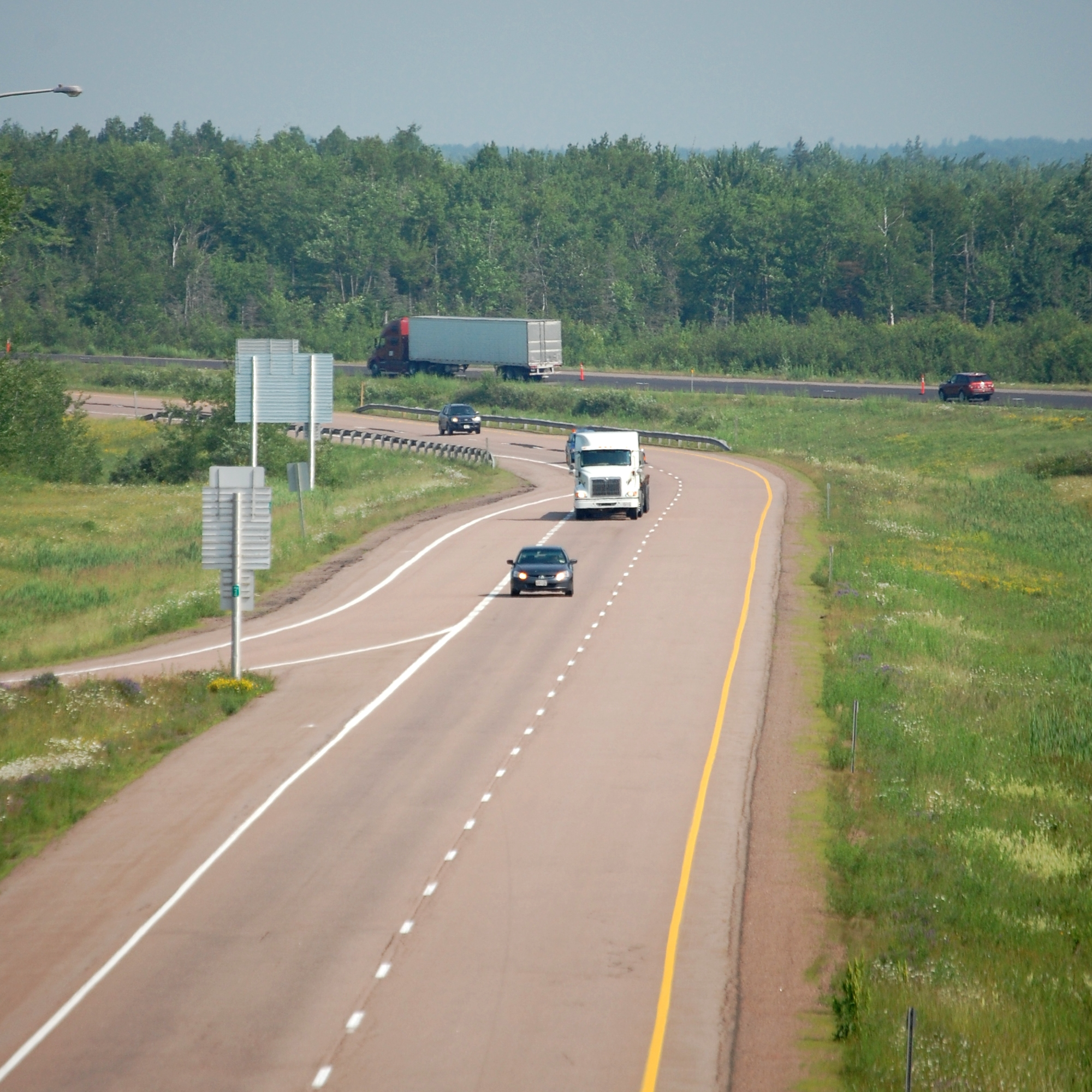
Route 2 près de Moncton.

À Grand-Sault la route traverse pour une première fois le fleuve Saint-Jean et ensuite passe par Perth-Andover, Florenceville, Hartland et finalement Woodstock au kilomètre 187. Sur cette section de son tracé, la route 2 est enclavée entre le fleuve Saint-Jean à l'est et la frontière canado-américaine à l'ouest. À Woodstock, la route 2 croise la route 95 en direction de l'I-95 au Maine. Au sud de Woodstock la route 2 bifurque vers le sud-est en direction de Fredericton et ce, toujours parallèlement au fleuve Saint-Jean. Elle passe au sud de Fredericton où elle croise les routes 8 et 7. Elle forme d'ailleurs un multiplex avec cette dernière entre les kilomètres 294 et 306 au sud d'Oromocto. Elle traverse ensuite l'extrémité nord-ouest de la base des forces canadiennes de Gagetown avant de retraverser le fleuve Saint-Jean au kilomètre 332. À cet endroit, près de Jemseg, le fleuve bifurque vers le sud alors que la route continue son chemin vers l'est, en traversant d'abord la rivière Jemseg.
En quittant la vallée du fleuve Saint-Jean, elle traverse une région vallonnée en passant au sud du Grand Lac. Elle croise la route 10 au kilomètre 365 et la route 1 au kilomètre 423 à proximité de Petitcodiac. Entre les routes 1 et 10, la route 2 traverse une région peu habitée et peu développée. Après la jonction avec la route 1, elle continue vers l'est en passant au nord de Salisbury pour ensuite contourner Moncton et Dieppe par le nord. Elle croise la route 15 en direction de Shédiac au kilomètre 467, tout juste au nord de l'Aéroport international Roméo-LeBlanc. À cet endroit, elle bifurque vers le sud-est, en direction de Sackville en passant près de Memramcook. Au kilomètre 513, à quelques centaines de mètres de son extrémité sud-est à la frontière néo-écossaise, elle croise la route 16. À cette jonction, la route transcanadienne se divise en deux, la branche principale continue sur la route 2 vers la Nouvelle-Écosse et la route 104 alors qu'une branche secondaire emprunte la route 16 vers le pont de la Confédération et l'Île-du-Prince-Édouard.
La section de 258 kilomètres entre la frontière québécoise et Longs Creek à l'ouest de Fredericton est gérée et entretenue par Brun-Way Highways Operations. Pour sa part, la section de 190 kilomètres entre Longs Creek et Moncton est gérée par Maritime Road Development Corporation (MRDC). Cette section est en réalité une autoroute payante mais les frais de passage sont acquittés par le gouvernement du Nouveau-Brunswick et non par les usagers. Il y a quatre stations de péages virtuelles près des kilomètres 271, 362, 371 et 430 où les véhicules sont comptés et classifiés. Chaque passage est ensuite facturé à la province, ce processus est toutefois transparent pour l'usager. La section entre Moncton et la frontière néo-écossaise est quant à elle gérée par le ministère des Transports du Nouveau-Brunswick.

## Histoire
Au cours de son histoire, la route 2 a subi plusieurs transformations majeures qui ont modifié grandement son tracé et qui lui ont permis de passer d'une simple route rurale à l'autoroute actuelle.

### Le tracé originel

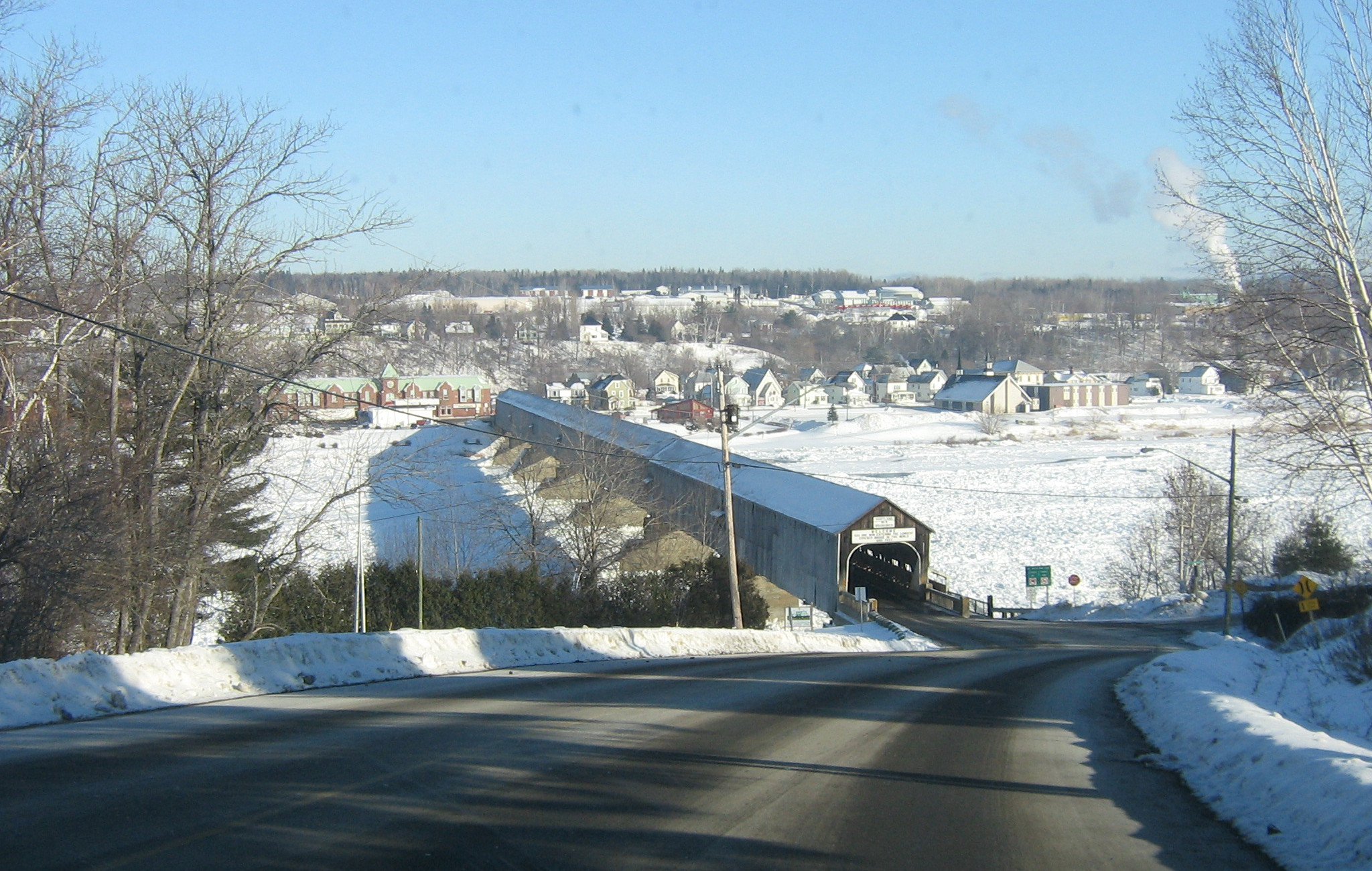
Pont couvert de Hartland emprunté par la route 2 jusqu'en 1960.

La route 2 fut, dès 1927, une des premières routes numérotées de la province. Elle reliait alors le Québec à la Nouvelle-Écosse sur plus de 650 kilomètres via Edmundston, Grand-Sault, Woodstock, Fredericton, Saint-Jean et Moncton. Elle traversait d'abord le comté de Madawaska aux abords de la rivière Madawaska jusqu'à Edmundston pour ensuite longer de près du nord au sud du fleuve Saint-Jean jusqu'à son embouchure dans la baie de Fundy, à Saint-Jean. Elle traversait 4 fois le fleuve Saint-Jean, à Grand-Sault, à Perth-Andover et à Hartland et Somerville via le plus long pont couvert du monde pour finalement le traverser une dernière fois à Saint-Jean. La route 2 entre Endmundston et Grand-Sault fut mise en service en 1926. Avant cette date, les usagers devaient passer par le Maine. Entre Fredericton et Saint-Jean, la route 2A était une alternative plus directe mais de moins bonne qualité que la route 2. Ces routes se croisaient à Oromocto et Westfield. Au-delà de Saint-Jean, la route 2 bifurquait au nord-est le long de la rivière Kennebecasis vers Sussex et Moncton, avant de tourner vers le sud-est et de longer la rive est de la rivière Petitcodiac jusqu'à la frontière néo-écossaise près de Sackville. Il s'agissait alors principalement d'une route locale qui suivait les cours d'eau. Une partie de ce tracé original est aujourd'hui plus ou moins l'actuelle Route Panoramique de la Vallée.

### La route transcanadienne

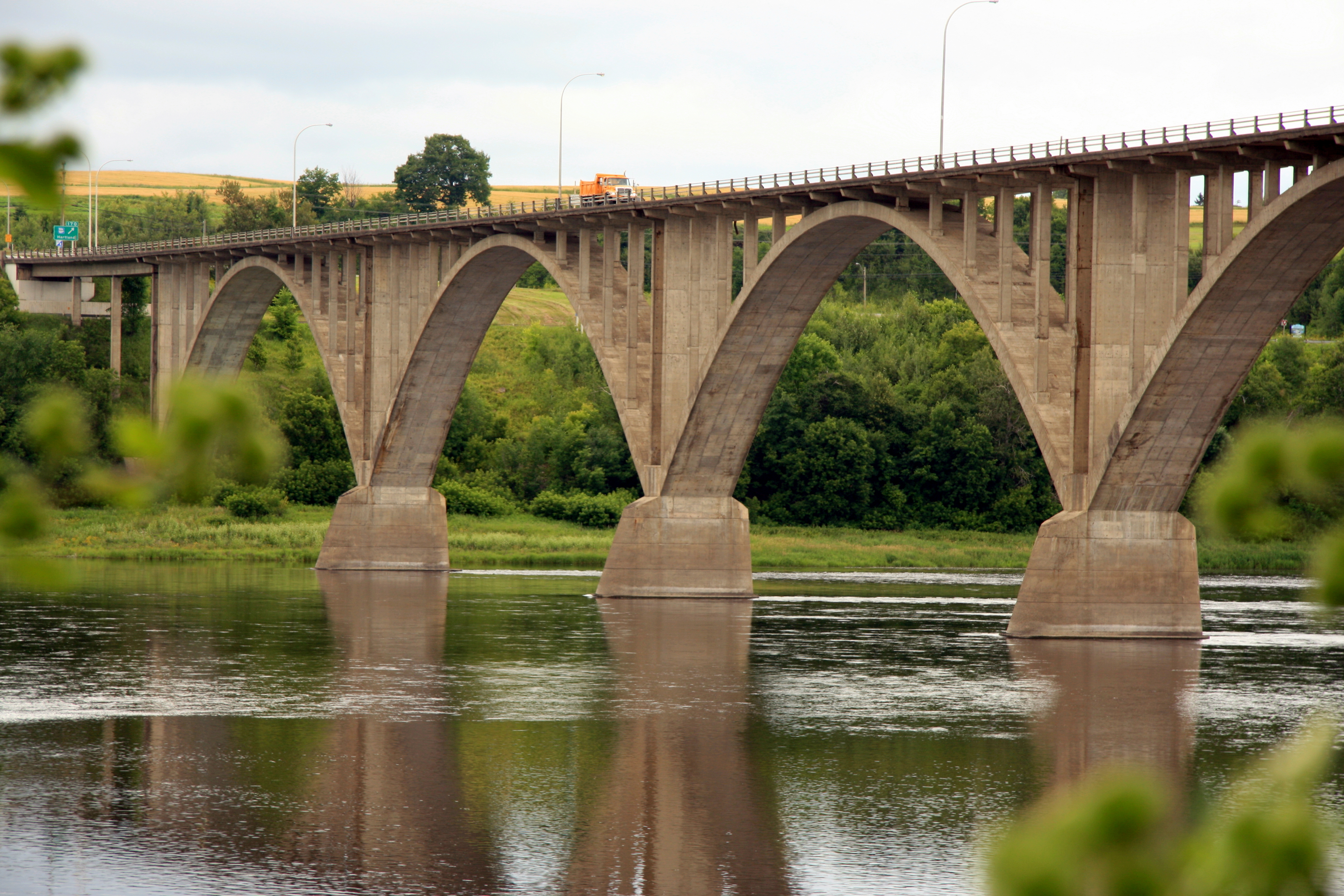
Pont de Hartland emprunté par la route 2 entre 1960 et 2007.

Lorsque la route transcanadienne fut créée dans les années 1950, il fut décidé que celle-ci emprunterait la route 2 à l'exception de la section entre Fredericton et Sussex où la route 9, un tracé plus direct que la route 2, serait utilisée évitant ainsi une détour de plusieurs kilomètres par Saint-Jean. Grȃce aux fonds du gouvernement fédéral, la route 2 fut grandement améliorée dans les années 1950 et 1960. Plusieurs projets de contournement et réalignement furent entrepris, principalement autour des grandes villes. Quelques sections d'autoroute furent construites, principalement à deux voies et une seule chaussée. Cette période permis aux routes 2 et transcanadienne de passer d'une route locale à une route provinciale.
Dans la région de Moncton la route 2 fut réalignée à la fin des années 1950 entre Salisbury et Sackville pour contourner Moncton et Dieppe par le nord et l'est en passant par Lutes Mountain. L'alignement original de la route 2 devint successivement la route 2A, la route 6 en 1965 et actuellement la route 106.
Dans les années 1950, la route 2 longeait rive ouest du fleuve Saint-Jean entre Somerville et Woodstock (actuelle route 103) alors que la route 2B avait un tracé plus à l'ouest entre Somerville et la route 42 (actuelle route 560) à Jacksonville. En 1960, à la suite de l'ouverture du Pont Hugh-John-Flemming, légèrement en amont du pont couvert de Hartland, et du prolongement de la route 2B vers le sud entre Jacksonville et la route 2 (actuelle route 165) aux environs de Flemmington, la route 2 fut réalignée dans le corridor de la route 2B et l'ancienne route 2 devint la route 2A et ensuite la route 103 en 1965.
Au tournant des années 1960, une voie d'évitement de Fredericton par le sud fut mise en service. Celle-ci incluait une courte section d'autoroute à quatre voies, la seule sur la route 2, et le pont Princess Margaret fut mis en service en 1959 au-dessus du fleuve Saint-Jean. Ce pont remplaça le pont de la rue Carleton qui servait de corridor aux routes 8, 9 et 10. Ce contournement correspond à l'actuelle « Fredericton Bypass » (route 8) et à la rue Prospect. À l'époque, la route 2 et la transcanadienne se divisait à l'actuelle croisement des routes 7 et 8 à Fredericton. La route 2 se dirigeait vers Saint-Jean via Oromocto en suivant la rive ouest (sud) du fleuve Saint-Jean (actuelle route 7 et 102). Pour sa part, la route transcanadienne suivait la route 9, sur la rive est (nord) du fleuve. Entre Fredericton et Jemseg, elle traversait une zone facilement inondable au printemps, confinée entre le fleuve et le Grand Lac. À Jemseg, la route transcanadienne bifurquait vers le nord-est en longeant la rive sud du Grand Lac quittant ainsi définitivement le fleuve Saint-Jean. À Youngs Cove, la route 9 tournait vers le sud-est en direction de Coles Island et de Sussex où elle rejoignait la route 2.
Ce n'est qu'en 1965, dans le cadre d'un vaste programme de renumérotation des routes du Nouveau-Brunswick, que la route 2 fut réalignée entre Fredericton et Sussex pour suivre la route transcanadienne et ainsi absorber la route 9. L'ancien alignement vers Saint-Jean fut intégré en partie aux routes 1, 12 et 7. Cette dernière remplaça la route 2A entre Fredericton et Saint-Jean. La section restante de l'ancienne route 2 entre Oromocto et Westfield devint la route 102.
Au cours des années 1960, des contournements des villes de Edmundston, Saint-Léonard, Grand-Sault et Sussex furent construits. C'est en 1969 que la route transcanadienne fut complétée au Nouveau-Brunswick avec le réalignement de la route 2 entre Aroostook et Hartland. Ainsi, au lieu de traverser le fleuve Saint-Jean à Perth-Andover, la route 2 fut réalignée sur la rive ouest jusqu'à Florenceville où un nouveau pont fut construit pour enjamber la rivière. Entre Florenceville et Hartland, un nouvel alignement fut utilisé. Sur la rive est, la route 2 originale est devenue l'actuelle route 105. La route 2 avait désormais une longueur d'environ 550 kilomètres.

### Transformation en autoroute

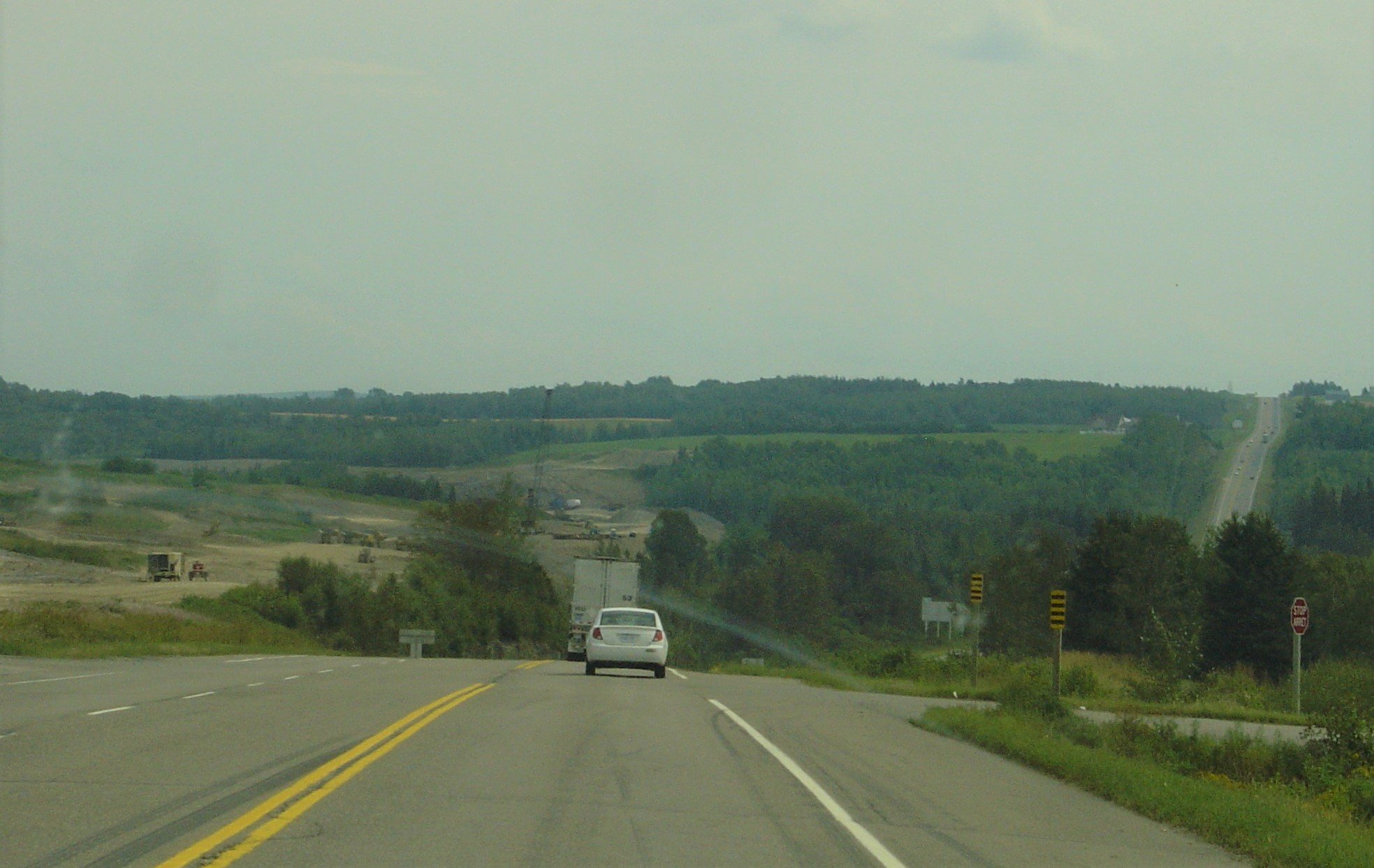
Ancienne route 2, alors qu'elle n'était pas à chaussées séparées

Peu de changements furent effectués sur la route 2 entre les travaux des années 1960 et le milieu des années 1980. Avec l'augmentation de volume de circulation, la route 2 était devenue une route dangereuse.
En 1987, le gouvernement Libéral du premier Ministre Frank McKenna fut porté pouvoir avec principal objectif d'améliorer le climat économique de la province. Une des principales missions du gouvernement était d'améliorer les infrastructures routières de la province. McKenna commença des négociations avec le gouvernement fédéral de Brian Mulroney pour obtenir des fonds du gouvernement fédéral afin d'améliorer le réseau routier néo-brunswickois.
Une première section de 8 km (5 mi) d'autoroute à quatre voies fut mise en service à Edmundston en 1989. À la fin du mandat du gouvernement McKenna en 1997, quelques sections de la route avaient été transformées en autoroute.
Malgré les améliorations apportées, les sections de la route 2 à accès non-contrôlé étaient toujours aussi dangereuses. Les gouvernements des autres provinces de l'Atlantique ainsi que des compagnies de transport firent pression sur le gouvernement néo-brunswickois pour améliorer davantage la route 2.

#### Fredericton à Moncton
Lors de sa dernière année au pouvoir, le gouvernement McKenna proposa un réalignement majeur de la route 2 entre Long Creek à l'ouest de Fredericton et Petitcodiac à l'ouest de Moncton. Le trajet proposé passait au sud de Fredericton et d'Oromocto, continuait vers le sud-est jusqu'à Jemseg pour traverser le fleuve Saint-Jean et se connecter à la section d'autoroute récemment complétée au sud du Grand Lac. De là, la route serait de nouveau réalignée pour continuer vers l'est au lieu de bifurquer vers Sussex. Elle irait rejoindre la route 2 existante à River Glade, à proximité de Petitcodiac.
Les 225 kilomètres d'autoroute à 4 voies seraient financés, construits et opérés par le privé. L'opérateur imposerait donc un péage pour une période de 25 ans avant de céder la route au gouvernement provincial. À la fin des années 1990, la province conclut une entente avec le consortium privé Maritime Road Development Corporation, mené par l'ancien leader libéral provincial et ancien ministre des transports fédéral Douglas Young, pour la construction de la nouvelle route 2 à un coût estimé de 1 milliard de dollar canadien.
La présence de péage sur la route était controversée, ce qui aida à la chute du successeur de McKenna, Camille Thériault, en 1999 aux mains du parti Conservateur de Bernard Lord. Le gouvernement conservateur renégocia des clauses du contrat accordé à MRDC, ce qui conduit à l'abolition des stations de péages. Les stations de péages déjà construites furent démantelées et remplacées par des capteurs cachés sous la chaussée. Les frais de passage ne sont donc pas acquittés par les usagers mais par la province.
Cette section de la nouvelle autoroute 2 fut mise en service à l'automne 2001. L'ancienne section de la route entre River Glade et Sussex fut incorporée à la route 1, ajoutant ainsi 40 kilomètres à celle-ci. La section entre le Grand Lac et Sussex fut incorporée à la route 1, alors que la section à Fredericton incluant le Princess Margaret fut incorporée à la route 8.Ce réalignement retrancha également 40 kilomètres au parcours de la route 2. Il était désormais possible de voyager entre Fredericton et Halifax entièrement sur une autoroute à quatre voies.

#### Fredericton à Grand-Sault
Entre 2000 et 2005, plusieurs sections d'autoroute furent mises en service entre Fredericton and Edmundston, la plupart nécessitant un réalignement complet. Durant cette période, la province négocia avec le fédéral pour obtenir le financement nécessaire à la construction de la dernière section de l'autoroute 2, un tronçon entre Grand-Sault et Woodstock à travers les Appalaches, ainsi qu'un tronçons Pokiok et Long Creek. En août 2003, le premier ministre provincial Bernard Lord et le premier ministre fédéral Jean Chrétien annoncèrent la conclusion d'une entente de 400 millions de dollars pour compléter la transformation de la route 2.
La section entre Pokiok et Long Creek a été contractée séparément et fut mise en service en novembre 2006. Pour la section entre Grand-Sault et Woodstock, la province cherchait une solution clé en main, l'opérateur choisi aurait la responsabilité de concevoir, construire, financer, opérer, entretenir et rénover la nouvelle section de la route mais également d'opérer l'ensemble des 260 km (162 mi) de route entre la frontière québécoise et Long Creek ainsi que la totalité de la route 95. Brun-Way Group, un consortium entre Atcon Construction et SNC-Lavalin obtint le contrat.
Le trajet entre Grand-Sault et Woodstock, fut finalement inauguré le 1er novembre 2007. La route 2 emprunte un tout nouvel alignement, à quelques kilomètres à l'ouest du fleuve Saint-Jean parallèlement à la frontière américaine. Deux traversées du fleuve sont ainsi évitées. La majeure partie de l'ancienne route 2 sur se segment a été incorporée à la route 130.
La dernière section de la route n'étant pas une autoroute à quatre voies, les trois premiers kilomètres près de la frontière québécoise, est portée au standard autoroutier en 2014. Lorsque l'autoroute 85 du Québec sera complétée, la liaison autoroutière se fera d'aussi loin que Windsor en Ontario, jusqu'après New Glasgow, en Nouvelle-Écosse, et ce, sur plus de 2 000 km (1 243 mi).

## Liste des sorties
| Comté                                                           | Ville                    | km     | Sortie                        | Destinations                                                                                             | Notes |
| --------------------------------------------------------------- | ------------------------ | ------ | ----------------------------- | --- | --- |
| Madawaska                                                       |                          | 0,00   | —                             | A-85 nord – Rivière-du-Loup                                                                              | Continue au Québec |
| Madawaska                                                       | 1,00                     | 1      | Avenue Madawaska              | Direction est seulement; sortie sur l'A-85 en direction ouest                                            | |
| Madawaska                                                       | Edmundston               | 8,90   | 8                             | NB-144 est (Rue Principale) – Saint-Jacques                                                              | Terminus ouest de la NB-144 |
| Madawaska                                                       | Edmundston               | 13,30  | 13                            | NB-144 (Boulevard Acadie, Chemin Canada) – Saint-Jacques                                                 | Indiqué sortie 13A (ouest) et 13B (est) |
| Madawaska                                                       | Edmundston               | 15,00  | Traverse la rivière Madawaska | Traverse la rivière Madawaska                                                                            | Traverse la rivière Madawaska |
| Madawaska                                                       | Edmundston               | 15,70  | 16                            | Rue Carrier / Rue Victoria                                                                               | |
| Madawaska                                                       | Edmundston               | 16,70  | 16                            | Rue Carrier / Rue Victoria                                                                               | |
| Madawaska                                                       | Edmundston               | 18,30  | 18                            | NB-120 (Boulevard Hébert) vers NB-161 / US 1 / Boulevard Hébert – Centre-ville, Lac-Baker, Madawaska, Me | |
| Madawaska                                                       | Edmundston               | 19,20  | 19                            | Chemin Gray Rock                                                                                         | |
| Madawaska                                                       | Edmundston               | 21,70  | 21                            | Chemin Iroquois vers NB-144 – Saint-Basile                                                               | |
| Madawaska                                                       | Edmundston               | 26,70  | 26                            | Vers NB-144 (Rue Principale) – Saint-Basile                                                              | |
| Madawaska                                                       | Rivière-Verte            | 32,90  | 32                            | Vers NB-144 – Rivière-Verte                                                                              | |
| Madawaska                                                       | Sainte-Anne-de-Madawaska | 46,70  | 46                            | Chemin Martin vers NB-144 – Sainte-Anne-de-Madawaska                                                     | |
| Madawaska                                                       | Notre-Dame-de-Lourdes    | 51,10  | 51                            | Chemin Notre-Dame-de-Lourdes vers NB-144 – Siegas, Notre-Dame-de-Lourdes                                 | |
| Madawaska                                                       | Saint-Léonard            | 56,80  | 56                            | Chemin Grande-Rivière vers NB-144 – Saint-Léonard                                                        | |
| Madawaska                                                       | Saint-Léonard            | 58,90  | 58                            | NB-17 vers US 1 – Saint-Léonard, Saint-Quentin, Campbellton, Aéroport                                    | |
| Madawaska                                                       | Saint-Léonard            | 69,00  | 69                            | Chemin Bourgoing vers NB-144                                                                             | |
| Victoria                                                        | Grand-Sault              | 75,10  | 75                            | NB-108 est / NB-255 nord vers NB-144 – Grand-Sault, Tobique Valley, Saint-André                          | Terminus ouest de la NB-108; terminus sud de la NB-255                                                                                       |
| Victoria                                                        | Grand-Sault              | 77,00  | 77                            | NB-108 vers NB-144 – Grand-Sault, Saint-André                                                            | Sortie direction ouest, entrée direction est                                                                                                 |
| Victoria                                                        | Grand-Sault              | 77,50  | Traverse le fleuve Saint-Jean | Traverse le fleuve Saint-Jean                                                                            | Traverse le fleuve Saint-Jean |
| Victoria                                                        | Grand-Sault              | 78,70  | 79                            | Boulevard Evérard-Daigle vers NB-218 /US 1A                                                              | |
| Victoria                                                        | Grand-Sault              | 80,10  | 79                            | Boulevard Evérard-Daigle vers NB-218 /US 1A                                                              | |
| Victoria                                                        | Grand Falls Portage      | 82,40  | 83                            | NB-130 (Chemin Portage)                                                                                  | Direction ouest seulement |
| Victoria                                                        | Argosy                   | 88,00  | 88                            | NB-130 vers NB-375 – Limestone, New Denmark                                                              | NB-375 indiqué en direction est seulement; Limestone et New Denmark indiqués en direction ouest seulement                                    |
| Victoria                                                        |                          | 99,00  | 99                            | NB-130 vers NB-375 – Limestone, New Denmark, Four Falls                                                  | NB-375, Limestone et New Denmark indiqués en direction ouest seulement; Four Falls indiqué en direction est seulement                        |
| Victoria                                                        | Aroostook                | 106,50 | Traverse la rivière Aroostook | Traverse la rivière Aroostook                                                                            | Traverse la rivière Aroostook |
| Victoria                                                        | Aroostook                | 107,30 | 107                           | NB-130 – Aroostook, Four Falls                                                                           | |
| Victoria                                                        | Perth-Andover            | 114,50 | 115                           | NB-190 / NB-109 vers NB-105 – Perth-Andover, Carlingford                                                 | |
| Victoria                                                        | Perth-Andover            | 116,60 | 115                           | NB-190 / NB-109 vers NB-105 – Perth-Andover, Carlingford                                                 | |
| Carleton                                                        | Florenceville            | 153,30 | 153                           | NB-110 – Florenceville, Centreville                                                                      | |
| Carleton                                                        | Waterville               | 171,70 | 172                           | NB-130 nord – Hartland                                                                                   | Terminus sud de la NB-130 |
| Carleton                                                        | Jacksonville             | 183,50 | 184                           | NB-560 / Chemin Lockhart Mill – Jacksonville, Upper Woodstock                                            | |
| Carleton                                                        | Woodstock                | 185,40 | 185                           | NB-550 – Woodstock, Bloomfield                                                                           | |
| Carleton                                                        | Woodstock                | 187,10 | 187                           | NB-95 ouest vers I-95 – Houlton                                                                          | Terminus est de la NB-95 |
| Carleton                                                        | Woodstock                | 188,50 | 188                           | NB-103 nord / NB-555 ouest – Woodstock                                                                   | Terminus sud de la NB-103; terminus est de la NB-555                                                                                         |
| Carleton                                                        | Woodstock                | 191,40 | 191                           | Chemin Beardsley                                                                                         | |
| Carleton                                                        | Woodstock                | 194,00 | 194                           | Chemin Hogdon – Première Nation Woodstock                                                                | |
| Carleton                                                        | Hay Settlement           | 201,20 | 200                           | Chemin Dugan vers NB-165 – Hillman                                                                       | |
| York                                                            | Lakeland Ridges          | 212,10 | 212                           | NB-122 ouest / NB-165 nord – Woodstock                                                                   | Terminus est de la NB-122; terminus sud de la NB-165                                                                                         |
| York                                                            | Lakeland Ridges          | 221,00 | 223                           | Chemin Charlie Lake – Temple                                                                             | Sortie direction ouest, entrée direction est                                                                                                 |
| York                                                            | Lakeland Ridges          | 222,80 | 223                           | Chemin Charlie Lake – Temple                                                                             | Sortie direction ouest, entrée direction est                                                                                                 |
| York                                                            | Pokiok                   | 230,60 | 231                           | NB-102 sud vers NB-105 – Nackawic-Millville                                                              | Terminus nord de la NB-102 |
| York                                                            | Lac George               | 253,20 | 253                           | NB-635 sud vers NB-102 – Lac George, Kings Landing                                                       | |
| York                                                            | Kingsclear               | 258,20 | 258                           | NB-3 / NB-102 – Saint-Stephen, Saint-Andrews, Mactaquac                                                  | |
| York                                                            | Mazerolle Settlement     | 271,30 | 271                           | Chemin Mazerolle Sttlement vers NB-640 – Hanwell                                                         | |
| York                                                            | Fredericton              | 280,00 | 280                           | NB-8 nord – Fredericton, Miramichi                                                                       | Sortie direction est, entrée direction ouest; terminus sud de la NB-8                                                                        |
| York                                                            | Fredericton              | 280,80 | 281                           | NB-640 (Chemin Hanwell)                                                                                  | |
| York                                                            | Fredericton              | 281,70 | 281                           | NB-640 (Chemin Hanwell)                                                                                  | |
| York                                                            | Fredericton              | 285,10 | 285                           | NB-101 – Fredericton, New Maryland, Fredericton Station                                                  | Indiqué sortie 285A (sud) et 285B (nord) en direction ouest                                                                                  |
| York                                                            | Fredericton              | 286,10 | 285                           | NB-101 – Fredericton, New Maryland, Fredericton Station                                                  | Indiqué sortie 285A (sud) et 285B (nord) en direction ouest                                                                                  |
| Sunbury                                                         | Lincoln                  | 291,90 | 294                           | NB-7 nord vers NB-8 – Fredericton, Miramichi, Mactaquac                                                  | Sortie direction ouest, entrée direction est; terminus ouest du multiplex avec la NB-7                                                       |
| Sunbury                                                         | Lincoln                  | 294,30 | 294                           | NB-7 nord vers NB-8 – Fredericton, Miramichi, Mactaquac                                                  | Sortie direction ouest, entrée direction est; terminus ouest du multiplex avec la NB-7                                                       |
| Sunbury                                                         | Rusagonis-Waasis         | 296,50 | 297                           | Chemin Nevers – Rusagonis-Waasis, Lincoln                                                                | |
| Sunbury                                                         | Oromocto                 | 300,70 | 301                           | Vers NB-102 – Oromocto, Aéroport de Fredericton                                                          | Sortie direction est, entrée direction ouest                                                                                                 |
| Sunbury                                                         | Oromocto                 | 302,80 | 303                           | Vers NB-102 – Oromocto, BFC Gagetown, Geary, Aéroport de Fredericton                                     | |
| Sunbury                                                         | Oromocto                 | 305,10 | 306                           | NB-7 sud – Saint-Jean                                                                                    | Terminus est du multiplex avec la NB-7 |
| Sunbury                                                         | Oromocto                 | 306,20 | 306                           | NB-7 sud – Saint-Jean                                                                                    | Terminus est du multiplex avec la NB-7 |
| Queens                                                          | Arcadia                  | 329,30 | 330                           | NB-102 – Arcadia                                                                                         | |
| Queens                                                          | Arcadia                  | 331,50 | Traverse le fleuve Saint-Jean | Traverse le fleuve Saint-Jean                                                                            | Traverse le fleuve Saint-Jean |
| Queens                                                          | Arcadia                  | 332,50 | Traverse le fleuve Saint-Jean | Traverse le fleuve Saint-Jean                                                                            | Traverse le fleuve Saint-Jean |
| Queens                                                          | Arcadia                  | 332,50 | 333                           | NB-105 nord – Sheffield                                                                                  | Terminus sud du segment nord de la NB‑105; pas d'entrée en direction ouest                                                                   |
| Queens                                                          | Arcadia                  | 333,60 | 333                           | NB-105 nord – Sheffield                                                                                  | Terminus sud du segment nord de la NB‑105; pas d'entrée en direction ouest                                                                   |
| Queens                                                          | Jemseg                   | 338,00 | Traverse la rivière Jemseg    | Traverse la rivière Jemseg                                                                               | Traverse la rivière Jemseg |
| Queens                                                          | Jemseg                   | 339,00 | 339                           | NB-695 vers NB-105 nord / NB-715 – Arcadia, Jemseg                                                       | |
| Queens                                                          | Mill Cove                | 347,40 | 347                           | NB-105 vers NB-10 – Mill Cove, Chipman                                                                   | |
| Queens                                                          | Youngs Cove              | 365,10 | 365                           | NB-10 vers NB-112 – Sussex, Chipman, Parc national de Fundy                                              | |
| Queens                                                          |                          | 372,20 | Traverse la rivière Canaan    | Traverse la rivière Canaan                                                                               | Traverse la rivière Canaan |
| Westmorland                                                     | Salisbury                | 413,80 | 414                           | NB-885 – Three Rivers, Havelock                                                                          | |
| Westmorland                                                     | Salisbury                | 423,80 | 423                           | NB-1 ouest – Three Rivers, Sussex, Saint-Jean                                                            | Terminus est de la NB-1 |
| Westmorland                                                     | Salisbury                | 432,80 | 433                           | NB-112 vers NB-106 – Salisbury                                                                           | |
| Westmorland                                                     | Moncton                  | 445,80 | 446                           | NB-128 – Moncton, Fundy, Riverview                                                                       | |
| Westmorland                                                     | Moncton                  | 450,40 | 450                           | NB-126 – Moncton, Côte Magnétique, Miramichi                                                             | |
| Westmorland                                                     | Moncton                  | 452,10 | 452                           | Chemin Gorge                                                                                             | |
| Westmorland                                                     | Moncton                  | 454,30 | 454                           | Chemin Mapleton – Mapleton                                                                               | |
| Westmorland                                                     | Moncton                  | 459,10 | 459                           | NB-115 (Promenade Elmwood) – Champdoré, Notre-Dame                                                       | Indiqué sortie 459A-B |
| Westmorland                                                     | Moncton                  | 460,70 |                               | Parc d'affaires de Moncton Est                                                                           | Direction est seulement |
| Westmorland                                                     | Moncton                  | 462,40 | 462                           | Parc industriel Caledonia                                                                                | |
| Westmorland                                                     | Moncton                  | 464,80 | 465                           | NB-134 (Promenade Elmwood) – Moncton, Lakeville                                                          | |
| Westmorland                                                     | Dieppe                   | 465,80 | 467                           | NB-11 / NB-15 – Dieppe, Moncton, Aéroport international Roméo-LeBlanc, Shédiac, Miramichi                | Moncton indiqué en direction ouest, Dieppe indiqué en direction est; sortie 19 de la NB‑11 / NB-15; indiqué sortie 467A (sud) et 467B (nord) |
| Westmorland                                                     | Dieppe                   | 467,20 | 467                           | NB-11 / NB-15 – Dieppe, Moncton, Aéroport international Roméo-LeBlanc, Shédiac, Miramichi                | Moncton indiqué en direction ouest, Dieppe indiqué en direction est; sortie 19 de la NB‑11 / NB-15; indiqué sortie 467A (sud) et 467B (nord) |
| Westmorland                                                     | Dieppe                   | 473,40 | 474                           | NB-132 – Aéroport international Roméo-LeBlanc, Dieppe, Scoudouc                                          | Indiqué sortie 474A (sud) et 474B (nord) en direction ouest                                                                                  |
| Westmorland                                                     | Memramcook               | 479,50 | 480                           | Chemin Old Shédiac – Calhoun                                                                             | |
| Westmorland                                                     | Memramcook               | 482,00 | 482                           | Rue Renaissance vers NB-106 / NB-925 / NB-933 – Memramcook Center, Dorchester                            | |
| Westmorland                                                     | Memramcook               | 486,80 | 488r                          | Chemin Pont-Rouge vers NB-106 / NB-925 / NB-933 – Memramcook Center                                      | Sortie direction ouest, entrée direction est                                                                                                 |
| Westmorland                                                     | Memramcook               | 488,10 | 488r                          | Chemin Memramcook est                                                                                    | Sortie direction est, entrée direction ouest                                                                                                 |
| Westmorland                                                     | Sackville                | 498,90 | 500                           | Chemin Walker                                                                                            | |
| Westmorland                                                     | Sackville                | 503,70 | 504                           | NB-940 (Rue Main)                                                                                        | |
| Westmorland                                                     | Sackville                | 505,90 | 506                           | NB-106 ouest (Rue Bridge) – Dorchester                                                                   | Terminus est de la NB-106 |
| Westmorland                                                     | Sackville                | 508,90 |                               | Chemin Coles Island                                                                                      | Non-indiqué; direction ouest seulement |
| Westmorland                                                     |                          | 512,40 | 513                           | NB-16 est – Aulac, Fort Beauséjour, Port Elgin, Î.-P.-É.                                                 | Indiqué sortie 513A (Aulac) et 513B (NB-16)                                                                                                  |
| Rivière Mésagouèche                                             | Rivière Mésagouèche      | 514,70 | —                             | Route 104 est – Truro, Halifax                                                                           | Continue en Nouvelle-Écosse |
| - Terminus de multiplex - Accès incomplet - Transition de route |                          |        |                               | | |